# 101忠狗街頭日記
《101忠狗街頭日記》（英語：101 Dalmatian Street）是一部迪士尼電視動畫系列，由英國Passion Pictures和加拿大Atomic Cartoons共同製作，創作者為匈牙利籍導演米克洛斯·維格特（Miklos Weigert），編劇則為英國作家瑪麗娜·奧洛林。該系列於2019年3月18日至2020年2月22日在英國和愛爾蘭的迪士尼頻道播出，後於2020年2月28日在加拿大和美國的Disney+上映。
其故事基於多迪·史密斯的作品《第101隻斑點狗》與迪士尼動畫電影《101忠狗》系列。背景設定在1961年原版電影之後將近60年的現代倫敦，講述了一個由101隻斑點狗組成的大家庭的故事。

## 劇情大意
倫敦康登鎮的大麥町街101號住著由99隻名字以字母“D”開頭的大麥町幼犬及其父母－道格（Doug）和蒂莉雅（Delilah）組成的大家庭，後者是1961年電影中彭哥（Pongo）和白佩蒂（Perdita）的玄孫女。當道格與蒂莉雅忙於工作時，他們經常讓幼犬中最大的兩個孩子－迪倫（Dylan）和桃莉（Dolly）負責當家。大部分的劇情即圍繞在迪倫與桃莉照顧弟妹時的各種趣事。

## 角色
- 101忠狗街頭日記角色列表（英语：List of 101 Dalmatian Street characters）

## 外部連結
- 互联网电影数据库（IMDb）上《101忠狗街頭日記》的资料（英文）
- 101 Dalmatian Street on Atomic Cartoons
- 101忠狗街頭日記 （页面存档备份，存于） 於台灣迪士尼的簡介